# 曼塔斯·科維達拉維丘斯
曼塔斯·科維達拉維丘斯（1976年6月23日—2022年4月2日），立陶宛電影工作者、人類學家、考古學家，曾執導拍攝多部衝突地區的紀錄片。2022年，在马里乌波尔围城战中，遭入侵烏克蘭的俄軍殺害。

## 生平
2012年，科維達拉維丘斯以車臣相關議題作為博士論文題材，在剑桥大学的剑桥大学悉尼·萨塞克斯学院取得社會人類學博士學位，後於维尔纽斯大学擔任副教授。2011年，科維達拉維丘斯以遭到俄軍蹂躪的車臣共和國為題材，發表了紀錄片《巴札克》。2016年復以遭到顿巴斯战争影響的烏克蘭東南方港都马里乌波尔為題，發表紀錄片《馬里烏波爾》（Mariupol）。2022年，俄羅斯入侵烏克蘭。4月2日，科維達拉維丘斯在马里乌波尔围城战中，遭俄軍殺害。根據烏克蘭人權委員會及其他媒體的消息，科維達拉維丘斯在遭俄軍俘虜後，蓄意遭射擊頭部與胸部後身亡，並被棄屍街頭。
科維達拉維丘斯已婚，共有一子一女。

## 執導作品

### 紀錄片
- 《巴札克》（Barzakh，2011年）
- 《馬里烏波爾》（Mariupolis，2016年）
- 《馬里烏波爾2》（Mariupolis 2，2022年）

### 特色作品
- 《帕德嫩》（Parthenon，2019年）

## 獲獎
- 《巴札克》

2011年柏林國際電影節，國際特赦組織電影獎
2011年貝爾格萊德紀錄片與短片節，最佳影片獎
2011 年立陶宛電影獎最佳紀錄片
2012年盧布爾雅那國際電影節國際特赦組織電影獎
2011年塔林黑夜電影節大獎
2011年維爾紐斯國際電影節最佳立陶宛首演
- 《馬里烏波爾》

2016年立陶宛電影獎，最佳紀錄片
2016年維爾紐斯國際電影節，最佳導演

## 外部連結
- 曼塔斯·科維達拉維丘斯在互联网电影资料库（IMDb）上的資料（英文）